# Salomon Koninck
Salomon Koninck, född 1609 i Amsterdam och begraven där 1656, var en nederländsk figurmålare och etsare.
Han var elev av David Colyns, François Venant och Claes Moeyeart. Koninck var aldrig elev hos Rembrandt, men använde sig ofta av dennes stil och teknik i sina målningar. Han utförde omväxlande porträtt, genrebilder och historiska kompositioner i varma guldiga toner och mustiga färger. Bland hans tavlor, som bland annat finns på Europas museer, är de mest kända  "filosofer" och "Judiska kvinnor", vilka senare till typen erinra om Rembrandts hustru Saskia.

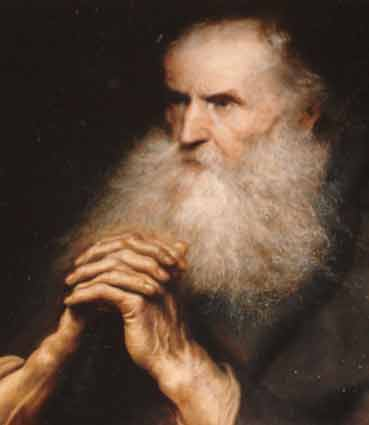
Gammal man, av Salomon Koninck
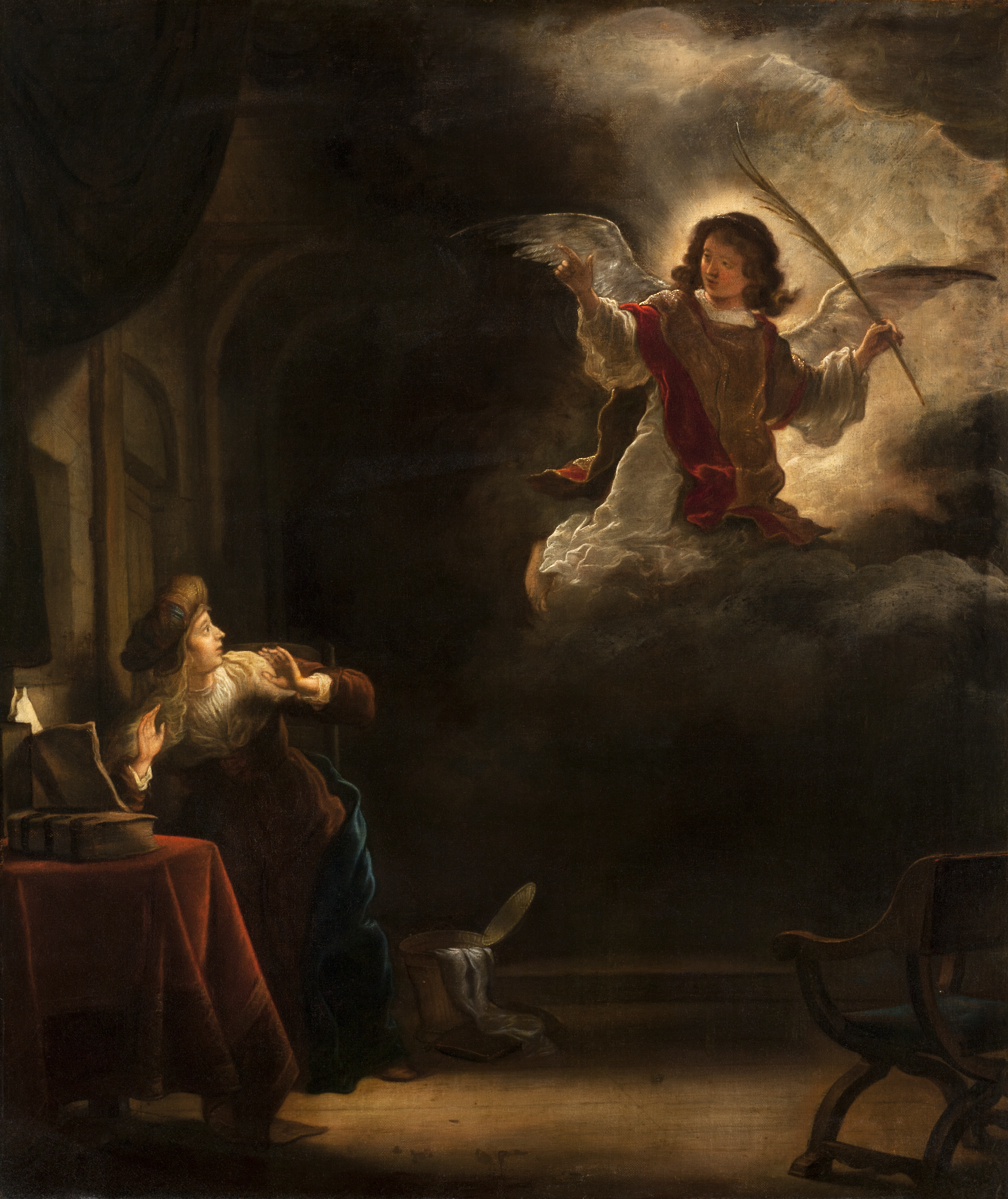
Marie Bebådelse av Salomon Koninck. Olja på duk, 1655, Hallwylska museet
Kardinalen välsignar ett ungt par, 1640-tal.